# 董洁 (游泳运动员)
董洁（1998年10月31日—），中国天津籍女子游泳运动员，参加了2016年里约热内卢奥运会女子4×200米自由泳接力的比赛，最终获得第四名。
2021年7月，她随中国游泳队参加2020东京奥运会。